# Obuzier 152 mm M1955 (D-20)
Obuzierul de calibrul 152 mm, model 1955, D-20 este o piesă de artilerie cu încărcare manuală, tractată, fabricată de Uniunea Sovietică în anii 1950. A fost observat pentru prima dată în Vestul Europei în anul 1955, fiind denumit M1955 (Model 1955). Indexul GRAU  al obuzierului este 52-P-546. D-20 a fost produs sub licență și în alte țări, inclusiv în România cu denumirea Model 1981, și a fost copiat de către China, fiind fabricat sub denumirea Tip 66.

## Istoric
Tunul-obuzier a fost dezvoltat la sfârșitul celui de-al Doilea Război Mondial, fiind înlocuitorul modelului ML-20 (denumit și Model 1937). Piesa a fost proiectată de către Birourile F.F. Petrov din Ekaterinburg, fiind denumită D-20. Lungimea țevii este de 25 de calibre. Piesa de artilerie era deplasată inițial cu ajutorul tractoarelor de artilerie AT-L și ATS-59, însă în prezent este folosit camionul Ural 365 6×6. Obuzierul D-20 are un afet similar tunului lung D-74 (dezvoltat concomitent cu modelul D-20) de calibrul 122 mm, ambele piese de artilerie fiind dotate cu o placă de bază. Prezența plăcii de bază asigură o stabilitate mai mare și o manevrabilitate mai bună. Tunul poate fi rotit 360° prin fixarea plăcii de bază, ridicarea fălcelelor cu ajutorul cricurilor mecanice și coborârea roților ajutătoare.

## Fabricare și utilizare în România

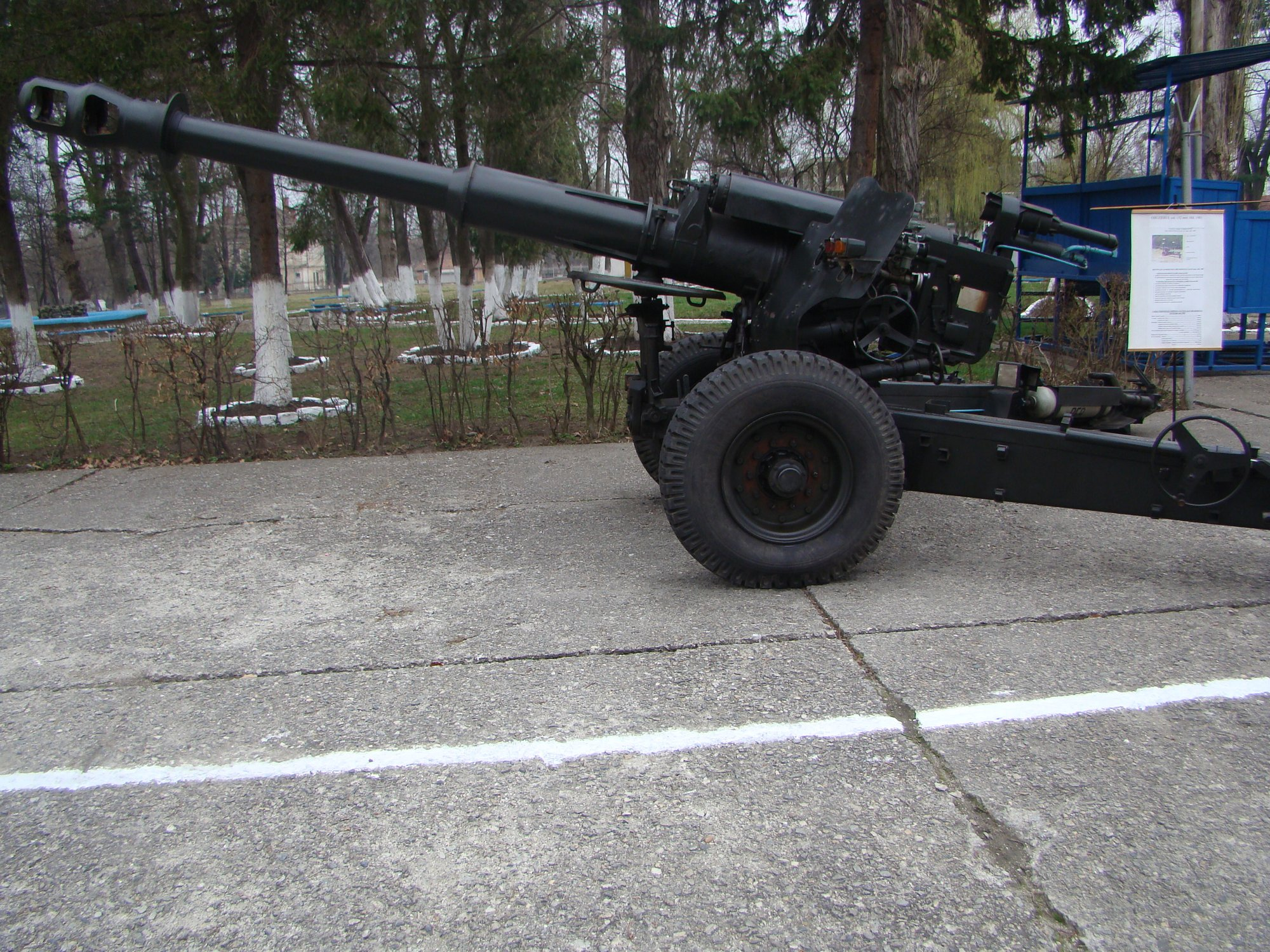
Obuzierul Model 1981 modernizat. La culată se poate observa dipozitivul de ușurare a încărcării, iar pe fălceaua dreaptă se află butelia cu aer comprimat.

Obuzierul calibrul 152 mm Model 1981 a fost fabricat sub licență de către uzinele Reșița, acest lucru fiind posibil după experiența realizării tunului antitanc de calibrul 100 mm Model 1975/77. Documentația de licență a fost obținută din China până la sfârșitul anului 1975. Piesa de calibrul 152 mm urma să înlocuiască obuzierul de calibrul 122 mm, artileria standard la nivel de divizie. Acesta din urmă avea o bătaie limitată (11,8 kilometri) și urma să înlocuiască la rândul său piesele de artilerie regimentară ZiS-3 de calibrul 76 mm. Toate aceste permutări au fost realizate în scopul măririi puterii de foc a artileriei. Obuzierul Model 1981 era deplasat inițial de tractoarele de artilerie TAR-76 și TMA-83, fabricate local de către Uzina Mecanică Mizil. Ulterior, au fost folosite camioanele DAC 665T. După anul 1990, pentru a ușura încărcarea și a mări cadența, au fost instalate dipozitive speciale care erau acționate cu ajutorul unei butelii de aer comprimat aflate pe fălceaua din partea dreaptă. Cadența tunului în primul minut a ajuns astfel la 8-10 lovituri, fiind similară variantei modernizate a obuzierului D-20 (Khitin) aflată în prezent în dotarea armatei ruse. Modelul fabricat sub licență poate fi deplasat cu viteza maximă de 50 km/h pe șosea și 20 km/h pe teren. Punerea în baterie durează 2 minute și jumătate. Obuzierul poate folosi următoarele muniții: proiectilul exploziv OF540, proiectilul perforant BR540, proiectilul cumulativ BK540R, proiectilul de iluminare S540R, proiectilul pentru difuzare materiale materiale tipărite A540 și proiectilul de ruptură beton G530. Obuzierul calibrul 152 mm Model 1981 a intrat în dotare la 1 august 1982. În prezent, este în dotarea unor batalioane de artilerie la nivel de brigadă de infanterie.

## Utilizatori

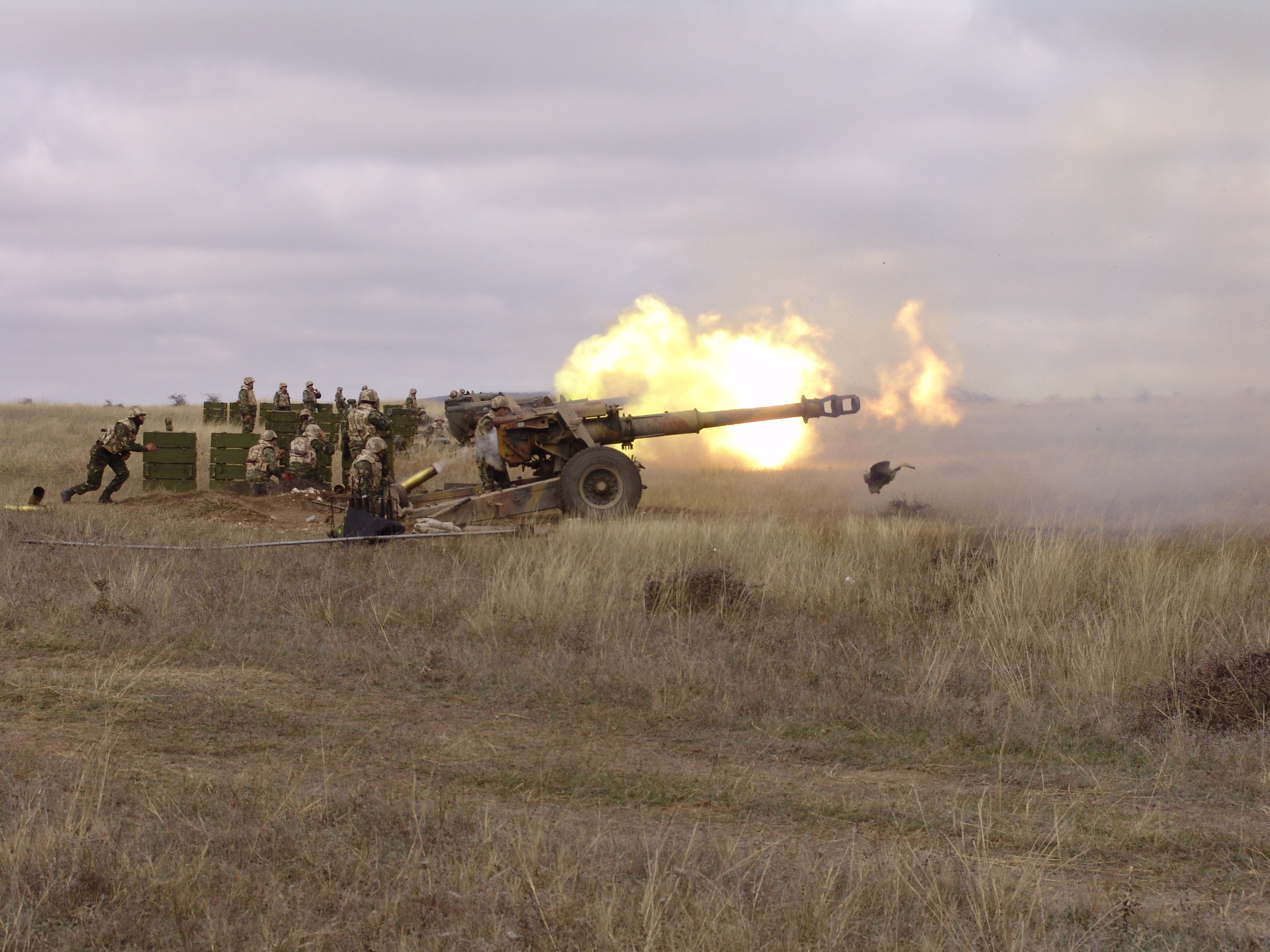
Trageri cu obuzierul Model 1981 în Poligonul de la Babadag.

Următoarele țări aveau în dotare obuzierul D-20 în anul 2010:
- Angola - 4
- Armenia - 34
- Azerbaidjan - 30
- Belarus - 58
- Bosnia și Herțegovina - 13
- Bulgaria - 132
- China - număr necunoscut
- Republica Congo - număr mic
- Croația - 20
- Iran - 30
- Republica Moldova - 31
- Nicaragua - 30 în rezervă.
- Rusia - 1075 + 40 pentru infanteria marină.
- România - 329 M81
- Siria - 70
- Sri Lanka - 40 Tip 66
- Turkmenistan - 72
- Ucraina - 215
- Ungaria - 16
- Vietnam - număr necunoscut
- Yemen - 10